# Suleiman Mahmoud
Pour les articles homonymes, voir Mahmoud.
Suleiman Mahmoud est un militaire libyen, officier supérieur, né en 1949 à Tobrouk et mort le 6 octobre 2020. 

## Biographie
Autrefois commandant de l'armée de Mouammar Kadhafi à Tobrouk, Suleiman Mahmoud a été l'un des premiers parmi la hiérarchie de l'armée à soutenir la révolte libyenne. Environ la moitié des quelque 6 000 soldats qui ont rejoint les rebelles prenaient leurs ordres du général Mahmoud, avant l'assassinat du général Abdelfattah Younès, le commandant en chef de l'Armée Nationale de Libération survenu le 28 juillet 2011.
L'agence Associated Press a indiqué le lendemain que Suleiman Mahmoud succédait à Abdelfattah Younès comme commandant de l'armée.